# Робсон, Барри
Ба́рри Го́рдон Джордж Ро́бсон (англ. Barry Gordon George Robson; род. 7 ноября 1978, Абердин) — шотландский футболист, тренер. Выступал за сборную Шотландии. Играл на позициях левого вингера и левого защитника.

## Клубная карьера

### Ранние годы
Первой футбольной командой Барри был клуб «Колони Парк», за юношеский состав которого он выступал с 1986 по 1995 год. В играх за «Колони» талантливого полузащитника заметили скауты шотландского гранда «Рейнджерс», сразу же пригласившие Робсона продолжить своё спортивное образование в Академии «джерс». За два года, проведённых в юношеских командах глазговцев, Барри так и не дождался от руководства клуба предложения профессионального контракта .
В октябре 1997 года Робсон принял предложение от «Инвернесс Каледониан Тисл» на продолжение карьеры в рядах этого коллектива и подписал с «Кали» соглашение о сотрудничестве. В первых сезонах в новой команде Барри не имел постоянного места в основном составе, появляясь на поле в основном на замену. Тем не менее он помог «Тисл» стать вторыми в турнире Второго дивизиона шотландской Футбольной лиги в сезоне 1998/99. В 1999 году полузащитник был отдан в годичную аренду в клуб «Форфар Атлетик». По возвращении из стана «небесно-голубых» Робсон стал одним из ключевых игроков «Инвернесса».
Всего за шесть лет, проведённых в хайлендской команде Барри сыграл 167 матчей, забил 27 голов.

### «Данди Юнайтед»
В мае 2003 года об интересе к Робсону заявил клуб «Данди Юнайтед». 16 мая Барри официально стал игроком «оранжево-чёрных», которые заплатили за него «Инвернессу» около ста тысяч фунтов стерлингов.
Дебют Робсона в «Юнайтед» вышел «комом» — в матче «Данди» с «Хибернианом», состоявшемся 9 августа, полузащитник на 87-й минуте поединка был удалён с поля. Несмотря на это, отбыв дисквалификацию, Барри сразу же стал игроком основного состава «оранжево-чёрных».
В сезоне 2004/05 Робсон пропустил лишь два матча своей команды, с восемью мячами став вторым бомбардиром клуба. В конце того же футбольного года он заключил с «Юнайтед» новый 3-летний контракт. В последнем туре чемпионата Шотландии забил гол в ворота своего бывшего клуба, «Инвернесса». Этот мяч стал победным для «Данди» в поединке, который состоялся 21 мая 2005 года, и эта победа позволила «оранжево-чёрным» сохранить место в элитном дивизионе страны на следующий футбольный год.
В декабре того же года Робсон был впервые призван под знамёна второй сборной Шотландии.
Перед началом сезона 2006/07 Барри был избран капитаном «Данди Юнайтед». 29 июля, в первом матче нового футбольного года Робсон отметился забитым мячом в ворота «Фалкирка». 26 августа Барри сыграл сотый матч в составе «Данди Юнайтед» — соперником «оранжево-чёрных» в тот день был клуб «Сент-Миррен». В том поединке полузащитник оформил «дубль», но был удалён с поля на 84-й минуте.
1 февраля 2007 года Робсон продлил свой контракт с «Данди Юнайтед» ещё на четыре года. 17 марта того же года Барри впервые в карьере оформил «хет-трик», трижды поразив ворота «Харт оф Мидлотиан».
В сезоне 2007/08 Робсон забил за «Юнайтед» 12 голов в 24 играх, шесть из этих мячей состоялись в январе 2008 года, включая ещё один «хет-трик» — вновь в ворота «Хартс».

### «Селтик»
В последний день зимнего трансферного окна футбольного года 2007/08 Барри вернулся в Глазго, подписав контракт с «Селтиком». Трансфер Робсона обошёлся «кельтам» в 1,25 миллиона фунтов. 10 февраля Барри дебютировал в бело-зелёной футболке своего нового клуба в поединке с «Абердином». Тот матч закончился со счётом 5:1 в пользу глазговцев, один из мячей забил Робсон прямым ударом со штрафного. Через десять дней полузащитник отличился во второй раз за «Селтик» — в поединке в рамках Лиги чемпионов против испанской «Барселоны» Барри ударом головой поразил ворота каталонцев, откликнувшись на навес Эйдена Макгиди. 27 апреля в дерби «Old Firm» Робсон забил победный гол «кельтов», уверенно реализовав пенальти на 70-й минуте игры.
По итогам сезона Барри был номинирован на звание «Игрока года» по версии коллег-футболистов, но в конечном итоге уступил приз своему одноклубнику Эйдену Макгиди.
10 августа Робсон забил первый гол «Селтика» в чемпионате 2008/09, ударом с пенальти не оставив шансов голкиперу «Сент-Миррена» Марку Говарду. Свою последнюю игру за «кельтов» хавбек провёл 3 января 2010 года — им стал поединок дерби «Old Firm» с «Рейнджерс».

### «Мидлсбро»
В январе 2010 года Барри перебрался в Англию, где подписал контракт с клубом «Мидлсбро». Это означало, что шотландец будет вновь работать под началом бывшего наставника «Селтика», Гордона Стракана, который в это же время помимо Робсона привлёк в ряды «речников» партнёров полузащитника по глазговцам — Вилло Флада, Скотта Макдональда и Криса Киллена. Позже к ним присоединился капитан «бело-зелёных», Стивен Макманус, взятый англичанами в аренду.
Дебютный матч за «Боро» Барри сыграл 16 января — в рамках Чемпионшипа «речники» встречались с «Шеффилд Юнайтед». 13 февраля вследствие травмы капитана «Мидлсбро», Гэри О’Нила, Робсон вывел свою команду на поединок против «Питерборо Юнайтед» с капитанской повязкой. В том же матче Барри забил единственный гол в этой встрече, принеся «речникам» победу. 27 февраля «Боро» вновь праздновал успех благодаря мячам Робсона — два точных удара полузащитника с пенальти позволили его команде переиграть со счётом 2:0 «Куинз Парк Рейнджерс». До конца сезона 2009/10 шотландец отличился ещё двумя голами — в ворота «Ньюкасл Юнайтед» и «Дерби Каунти».
8 сентября 2010 года Робсон забил самый быстрый мяч, проведённый футболистами «Мидлсбро» на домашней арене клуба, стадионе «Риверсайд», за всю историю «боро» — удар Барри достиг цели на 24 секунде встречи с «Редингом». 2 октября в матче против «Портсмута» шотландец отметился голом с одиннадцатиметровой отметки, но был удалён с поля за толчок соперника на 86-й минуте поединка. До конца футбольного года полузащитник ещё три раза поражал ворота оппонентов — его «жертвами» становились вратари «Бристоль Сити», «Кардифф Сити» и «Донкастер Роверс».
16 августа 2011 года Робсон впервые отличился голом в футбольном году 2011/12, послав снаряд в сетку ворот «Барнсли». Через пять дней Барри забил переломный гол, сравняв счёт во встрече с «Бирмингем Сити». Матч в итоге закончился победой «речников» — 3:1. Ещё через три дня шотландец продолжил огорчать голкиперов соперников, нанеся точный результативный удар по воротам «Питерборо Юнайтед». Далее удачная серия Робсона продлилась ещё на две встречи — в матчах против «Миллуолла» и «Донкастер Роверс» он забил гол и два гола, соответственно. Бомбардирский счёт Барии продолжал только — 26 декабря хавбек принёс «Мидлсбро» минимальную победу 1:0 над «Халл Сити», 29 января 2012 года красивый гол-парашют шотландца привёл к ничьей в матче национального Кубка с «Сандерлендом». В конце марта капитан «Боро» Мэттью Бейтс получил травму, выведшую его из строя до конца сезона. Наставник «Мидлсбро» Тони Моубрей новым лидером команды назначил именно Робсона. В том же месяце официальный фан-клуб «речников» назвал шотландца «Игроком года». 28 апреля полузащитник провёл свой последний матч за «Мидлсбро», отыграв полную игру против «Уотфорда».

### «Ванкувер Уайткэпс»
Ранее, 16 февраля 2012 года Робсон согласовал предварительный контракт с клубом североамериканской MLS «Ванкувер Уайткэпс». По окончании сезона в Англии Барри присоединился к своей новой команде. 5 июля состоялся дебют шотландца в составе «сине-белых» — канадцы состязались с «Колорадо Рэпидз». 19 июля Робсон забил свой первый гол в североамериканской лиге, отличившись в матче с «Лос-Анджелес Гэлакси».

### Клубная статистика
| Клуб                         | Сезон                        | Чемпионат | Чемпионат | Кубок | Кубок | Кубок лиги | Кубок лиги | Кубок вызова | Кубок вызова | Плей-офф лиги | Плей-офф лиги | Международные кубки | Международные кубки | Итого | Итого |
| Клуб                         | Сезон                        | Игры      | Голы      | Игры  | Голы  | Игры       | Голы       | Игры         | Голы         | Игры          | Голы          | Игры                | Голы                | Игры  | Голы  |
| ---------------------------- | ---------------------------- | --------- | --------- | ----- | ----- | ---------- | ---------- | ------------ | ------------ | ------------- | ------------- | ------------------- | ------------------- | ----- | ----- |
| Инвернесс Каледониан Тисл    | 1997/98                      | 23        | 3         | 4     | 2     | —          | —          | —            | —            | —             | —             | —                   | —                   | 27    | 5     |
| Инвернесс Каледониан Тисл    | 1998/99                      | 16        | 0         | 1     | 0     | 1          | 0          | —            | —            | —             | —             | —                   | —                   | 18    | 0     |
| Инвернесс Каледониан Тисл    | 1999/2000                    | 4         | 0         | —     | —     | 2          | 0          | 2            | 1            | —             | —             | —                   | —                   | 8     | 1     |
| Инвернесс Каледониан Тисл    | 2000/01                      | 24        | 2         | 2     | 1     | 1          | 0          | 2            | 0            | —             | —             | —                   | —                   | 29    | 3     |
| Инвернесс Каледониан Тисл    | 2001/02                      | 34        | 2         | 3     | 1     | 4          | 2          | 2            | 0            | —             | —             | —                   | —                   | 43    | 5     |
| Инвернесс Каледониан Тисл    | 2002/03                      | 34        | 10        | 4     | 3     | 3          | 0          | 1            | 0            | —             | —             | —                   | —                   | 42    | 13    |
| Всего за «Инвернесс»         | Всего за «Инвернесс»         | 135       | 17        | 14    | 7     | 11         | 2          | 7            | 1            | 0             | 0             | 0                   | 0                   | 167   | 27    |
| Форфар Атлетик               | 1999/2000                    | 25        | 9         | 3     | 1     | —          | —          | —            | —            | —             | —             | —                   | —                   | 28    | 10    |
| Всего за «Форфар Атлетик»    | Всего за «Форфар Атлетик»    | 25        | 9         | 3     | 1     | 0          | 0          | 0            | 0            | 0             | 0             | 0                   | 0                   | 28    | 10    |
| Данди Юнайтед                | 2003/04                      | 28        | 3         | —     | —     | 1          | 0          | —            | —            | —             | —             | —                   | —                   | 29    | 3     |
| Данди Юнайтед                | 2004/05                      | 36        | 6         | 5     | 1     | 4          | 1          | —            | —            | —             | —             | —                   | —                   | 45    | 8     |
| Данди Юнайтед                | 2005/06                      | 31        | 1         | 1     | 0     | 1          | 0          | —            | —            | —             | —             | 1                   | 0                   | 34    | 1     |
| Данди Юнайтед                | 2006/07                      | 29        | 11        | 2     | 1     | 2          | 0          | —            | —            | —             | —             | —                   | —                   | 33    | 12    |
| Данди Юнайтед                | 2007/08                      | 21        | 11        | 1     | 1     | 2          | 0          | —            | —            | —             | —             | —                   | —                   | 24    | 12    |
| Всего за «Данди Юнайтед»     | Всего за «Данди Юнайтед»     | 145       | 32        | 9     | 3     | 10         | 1          | 0            | 0            | 0             | 0             | 1                   | 0                   | 165   | 36    |
| Селтик                       | 2007/08                      | 15        | 2         | —     | —     | —          | —          | —            | —            | —             | —             | 1                   | 1                   | 16    | 3     |
| Селтик                       | 2008/09                      | 17        | 1         | 1     | 0     | 1          | 0          | —            | —            | —             | —             | 5                   | 1                   | 24    | 2     |
| Селтик                       | 2009/10                      | 10        | 1         | —     | —     | 1          | 0          | —            | —            | —             | —             | 4                   | 1                   | 15    | 2     |
| Всего за «Селтик»            | Всего за «Селтик»            | 42        | 4         | 1     | 0     | 2          | 0          | 0            | 0            | 0             | 0             | 10                  | 3                   | 55    | 7     |
| Мидлсбро                     | 2009/10                      | 18        | 5         | —     | —     | —          | —          | —            | —            | —             | —             | —                   | —                   | 18    | 5     |
| Мидлсбро                     | 2010/11                      | 32        | 5         | —     | —     | 1          | 0          | —            | —            | —             | —             | —                   | —                   | 33    | 5     |
| Мидлсбро                     | 2011/12                      | 37        | 7         | 1     | 1     | 1          | 1          | —            | —            | —             | —             | —                   | —                   | 39    | 9     |
| Всего за «Мидлсбро»          | Всего за «Мидлсбро»          | 87        | 17        | 1     | 1     | 2          | 1          | 0            | 0            | 0             | 0             | 0                   | 0                   | 90    | 19    |
| Ванкувер Уайткэпс            | 2012                         | 18        | 3         | —     | —     | —          | —          | —            | —            | —             | —             | —                   | —                   | 18    | 3     |
| Всего за «Ванкувер Уайткэпс» | Всего за «Ванкувер Уайткэпс» | 18        | 3         | 0     | 0     | 0          | 0          | 0            | 0            | 0             | 0             | 0                   | 0                   | 18    | 3     |
| Шеффилд Юнайтед              | 2012/13                      | 17        | 2         | —     | —     | —          | —          | —            | —            | 1             | 0             | —                   | —                   | 18    | 2     |
| Всего за «Шеффилд Юнайтед»   | Всего за «Шеффилд Юнайтед»   | 17        | 2         | 0     | 0     | 0          | 0          | 0            | 0            | 1             | 0             | 0                   | 0                   | 18    | 2     |
| Абердин                      | 2013/14                      | 28        | 4         | 4     | 0     | 3          | 0          | —            | —            | —             | —             | —                   | —                   | 35    | 4     |
| Абердин                      | 2014/15                      | 20        | 0         | —     | —     | 2          | 0          | —            | —            | —             | —             | 5                   | 0                   | 27    | 0     |
| Абердин                      | 2015/16                      | 12        | 0         | —     | —     | —          | —          | —            | —            | —             | —             | 2                   | 0                   | 14    | 0     |
| Всего за «Абердин»           | Всего за «Абердин»           | 60        | 4         | 4     | 0     | 5          | 0          | 0            | 0            | 0             | 0             | 7                   | 0                   | 76    | 4     |
| Всего за карьеру             | Всего за карьеру             | 529       | 88        | 32    | 12    | 30         | 4          | 7            | 1            | 1             | 0             | 18                  | 3                   | 617   | 108   |

## Сборная Шотландии
В период с 2005 по 2007 год Робсон сыграл две игры в составе второй сборной Шотландии.
В августе 2007 года Барри был впервые вызван в состав первой национальной команды на товарищеский матч против ЮАР. В этом поединке он и дебютировал за «тартановую армию», выйдя на замену на 57-й минуте игры вместо Гэри Колдуэлла.
10 сентября 2008 года Робсон забил гол в ворота исландцев в отборочном матче к чемпионату мира 2010, который был затем по непонятным причинам отдан нападающему шотландцев Джеймсу Макфаддену. На 58-й минуте поединка «тартановая армия» удостоилась права на удар с одиннадцатиметровой отметки. Макфадден, исполнявший пенальти, не смог переиграть голкипера исландцев, который отразил мяч. Устремившиеся к отскоку Макфадден и Робсон общими усилиями всё же занесли снаряд в ворота. На видеоповторе было чётко видно, что этот гол необходимо отнести на счёт полузащитника «Селтика», так как нападающий «Бирмингем Сити» коснулся мяча уже за линией ворот, и изначально в протокол был официально занесён Робсон. После матча Макфадден обратился в Шотландскую футбольную ассоциацию с требованием, чтобы этот гол записали на него. Ассоциация пошла на поводу у нападающего и попросила ФИФА поменять автора мяча. В марте 2009 года Всемирная футбольная организация официально отнесла мяч в ворота исландцев на Макфаддена. Это решение породило в шотландской прессе множество дискуссий, которые в основном сводились к одному — Джеймс поступил непорядочно.

### Матчи и голы за сборную Шотландии
| Матчи и голы Робсона за сборную Шотландии | Матчи и голы Робсона за сборную Шотландии | Матчи и голы Робсона за сборную Шотландии                       | Матчи и голы Робсона за сборную Шотландии | Матчи и голы Робсона за сборную Шотландии | Матчи и голы Робсона за сборную Шотландии         |
| №                                         | Дата                                      | Место                                                           | Оппонент                                  | Счёт                                      | Соревнование                                      |
| ----------------------------------------- | ----------------------------------------- | --------------------------------------------------------------- | ----------------------------------------- | ----------------------------------------- | ------------------------------------------------- |
| 1                                         | 22 августа 2007                           | «Питтодри», Абердин, Шотландия                                  | ЮАР                                       | 1:0                                       | Товарищеский матч                                 |
| 2                                         | 30 мая 2008                               | «АХА Арена», Прага, Чехия                                       | Чехия                                     | 1:3                                       | Товарищеский матч                                 |
| 3                                         | 20 августа 2008                           | «Хэмпден Парк», Глазго, Шотландия                               | Северная Ирландия                         | 0:0                                       | Товарищеский матч                                 |
| 4                                         | 6 сентября 2008                           | Национальный стадион Филиппа II Македонского, Скопье, Македония | Македония                                 | 0:1                                       | Отборочный матч чемпионата мира по футболу 2010   |
| 5                                         | 10 сентября 2008                          | «Лаугардалсвёллур», Рейкьявик, Исландия                         | Исландия                                  | 2:1                                       | Отборочный матч чемпионата мира по футболу 2010   |
| 6                                         | 11 октября 2008                           | «Хэмпден Парк», Глазго, Шотландия                               | Норвегия                                  | 0:0                                       | Отборочный матч чемпионата мира по футболу 2010   |
| 7                                         | 14 ноября 2009                            | «Кардифф Сити», Кардифф, Уэльс                                  | Уэльс                                     | 0:3                                       | Товарищеский матч                                 |
| 8                                         | 3 марта 2010                              | «Хэмпден Парк», Глазго, Шотландия                               | Чехия                                     | 1:0                                       | Товарищеский матч                                 |
| 9                                         | 11 августа 2010                           | «Росунда», Стокгольм, Швеция                                    | Швеция                                    | 0:3                                       | Товарищеский матч                                 |
| 10                                        | 3 сентября 2010                           | Стадион имени С. Дарюса и С. Гиренаса, Каунас, Литва            | Литва                                     | 0:0                                       | Отборочный матч чемпионата Европы по футболу 2012 |
| 11                                        | 7 сентября 2010                           | «Хэмпден Парк», Глазго, Шотландия                               | Лихтенштейн                               | 2:1                                       | Отборочный матч чемпионата Европы по футболу 2012 |
| 12                                        | 8 октября 2010                            | «Синот Тип Арена», Прага, Чехия                                 | Чехия                                     | 0:1                                       | Отборочный матч чемпионата Европы по футболу 2012 |
| 13                                        | 25 мая 2011                               | «Авива», Дублин, Ирландия                                       | Уэльс                                     | 3:1                                       | Кубок наций 2011                                  |
| 14                                        | 29 мая 2011                               | «Авива», Дублин, Ирландия                                       | Ирландия                                  | 0:1                                       | Кубок наций 2011                                  |
| 15                                        | 3 сентября 2011                           | «Хэмпден Парк», Глазго, Шотландия                               | Чехия                                     | 2:2                                       | Отборочный матч чемпионата Европы по футболу 2012 |
| 16                                        | 11 ноября 2011                            | «Антонис Пападопулос», Ларнака, Кипр                            | Кипр                                      | 2:1                                       | Товарищеский матч                                 |
| 17                                        | 29 февраля 2012                           | «Бонифика», Копер, Словения                                     | Словения                                  | 1:1                                       | Товарищеский матч                                 |

Итого: 17 матчей / 0 голов; 6 побед, 5 ничьих, 6 поражений.

### Сводная статистика игр/голов за сборную
| Сборная          | Год              | Отборочные матчи ЧМ | Отборочные матчи ЧМ | Финальные матчи ЧМ | Финальные матчи ЧМ | Отборочные матчи ЧЕ | Отборочные матчи ЧЕ | Финальные матчи ЧЕ | Финальные матчи ЧЕ | Кубок наций | Кубок наций | Товарищеские матчи | Товарищеские матчи | Итого | Итого |
| Сборная          | Год              | Игры                | Голы                | Игры               | Голы               | Игры                | Голы                | Игры               | Голы               | Игры        | Голы        | Игры               | Голы               | Игры  | Голы  |
| ---------------- | ---------------- | ------------------- | ------------------- | ------------------ | ------------------ | ------------------- | ------------------- | ------------------ | ------------------ | ----------- | ----------- | ------------------ | ------------------ | ----- | ----- |
| Шотландия        | 2007             | —                   | —                   | —                  | —                  | —                   | —                   | —                  | —                  | —           | —           | 1                  | 0                  | 1     | 0     |
| Шотландия        | 2008             | 3                   | 0                   | —                  | —                  | —                   | —                   | —                  | —                  | —           | —           | 2                  | 0                  | 5     | 0     |
| Шотландия        | 2009             | —                   | —                   | —                  | —                  | —                   | —                   | —                  | —                  | —           | —           | 1                  | 0                  | 1     | 0     |
| Шотландия        | 2010             | —                   | —                   | —                  | —                  | 3                   | 0                   | —                  | —                  | —           | —           | 2                  | 0                  | 5     | 0     |
| Шотландия        | 2011             | —                   | —                   | —                  | —                  | 1                   | 0                   | —                  | —                  | 2           | 0           | 1                  | 0                  | 4     | 0     |
| Шотландия        | 2012             | —                   | —                   | —                  | —                  | —                   | —                   | —                  | —                  | —           | —           | 1                  | 0                  | 1     | 0     |
| Всего за карьеру | Всего за карьеру | 3                   | 0                   | 0                  | 0                  | 4                   | 0                   | 0                  | 0                  | 2           | 0           | 8                  | 0                  | 17    | 0     |

## Достижения
Командные достижения
 «Инвернесс Каледониан Тисл»
- Финалист Кубка вызова: 1999/2000

 «Данди Юнайтед»
- Финалист Кубка Шотландии: 2004/05
- Финалист Кубка шотландской лиги: 2007/08

 «Селтик»
- Чемпион Шотландии: 2007/08
- Обладатель Кубка шотландской лиги: 2008/09

 Сборная Шотландии
- Серебряный призёр Кубка наций: 2011

Личные достижения
- Игрок месяца шотландской Премьер-лиги (2): январь 2008, апрель 2008